# Елса (Илиноис)
Елса (енгл. Elsah) град је у америчкој савезној држави Илиноис.

## Демографија
По попису из 2010. године број становника је 673, што је 38 (6,0%) становника више него 2000. године.
| Група             | 2000.       | 2010.       |
| Белци             | 562 (88,5%) | 612 (90,9%) |
| Афроамериканци    | 27 (4,3%)   | 10 (1,5%)   |
| Азијати           | 5 (0,8%)    | 5 (0,7%)    |
| Хиспаноамериканци | 21 (3,3%)   | 22 (3,3%)   |
| Укупно            | 635         | 673         |